# Hirokazu Yagi
Hirokazu Yagi (jap. 八木 弘和; Yagi Hirokazu; * 26. Dezember 1959 in Yōichi) ist ein ehemaliger japanischer Skispringer, der Anfang der 1980er Jahre aktiv war.

## Werdegang
Sein internationales Debüt feierte Yagi bei der Vierschanzentournee 1978/79. Seine beste Platzierung erreichte er mit Rang 15 in Innsbruck. Am 27. Dezember 1979 feierte er sein Debüt im neugeschaffenen Skisprung-Weltcup. In Cortina d’Ampezzo erreichte er auf Anhieb einen sehr guten fünften Rang. Bei der folgenden Vierschanzentournee 1979/80 verpasste er in Garmisch-Partenkirchen als Vierter nur knapp seinen ersten Podestplatz seiner Karriere. Nur wenige Tage später feierte er in seiner Heimat in Sapporo seinen einzigen Weltcupsieg und einen zweiten Platz im zweiten Springen.
Bei den Olympischen Winterspielen 1980 in Lake Placid, die auch als Weltmeisterschaft im Skispringen ausgetragen wurden, konnte er beim Sieg von Toni Innauer zusammen mit Manfred Deckert die Silbermedaille von der Normalschanze gewinnen.
Im Weltcup erreichte er im März 1980 noch einmal einen dritten Rang in Štrbské Pleso und belegte am Ende Rang vier der Weltcup-Gesamtwertung. In die Saison 1980/81 startete Yagi mit einem elften Rang beim Auftaktspringen zur Vierschanzentournee 1980/81 in Oberstdorf. Nachdem aber große Erfolge wie in den Vorjahren ausblieben, bestritt er nach der Tournee nur noch die Springen in Sapporo und Planica und beendete die Saison auf dem 57. Platz der Gesamtwertung.
Auch in der folgenden Saison fand er nicht zu alter Stärke zurück. Bei der Nordischen Skiweltmeisterschaft 1982 in Oslo musste sich Yagi ebenfalls nur mit hinteren Platzierungen zufriedengeben. Nach weiteren schwachen Leistungen beendete Yagi mit dem Start bei den Olympischen Winterspielen 1984 in Sarajewo seine Karriere. Dort sprang er von der Normalschanze auf Rang 55 und von der Großschanze auf Rang 19.

## Erfolge

### Weltcupsiege im Einzel
| Nr. | Datum           | Ort     | Typ           |
| --- | --------------- | ------- | ------------- |
| 1.  | 12. Januar 1980 | Sapporo | Normalschanze |

### Weltcup-Platzierungen
| Saison  | Platz | Punkte |
| ------- | ----- | ------ |
| 1979/80 | 04.   | 116    |
| 1980/81 | 57.   | 010    |
| 1981/82 | 55.   | 004    |
| 1983/84 | 69.   | 003    |